# Sigmund von Pfeufer

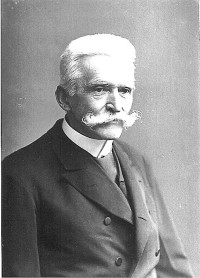
Sigmund Freiherr von Pfeufer

Sigmund Heinrich Pfeufer, ab 1867 Ritter von Pfeufer, ab 1881 Freiherr von Pfeufer (* 24. Februar 1824 in Bamberg; † 23. September 1894 in München) war ein bayerischer Jurist, Staatsbeamter und Politiker.

## Leben
Er war der Sohn von Christian Pfeufer, Direktor des Städtischen Krankenhauses Bamberg und dessen zweiter Gattin Charlotte Auguste, geborene Gräfin von Rotenhan (1789–1864). Er studierte Rechtswissenschaften an den Universitäten von München und Heidelberg. Während seines Studiums wurde er 1844 Mitglied der Alten Heidelberger Burschenschaft Allemannia und 1845 der Alten Heidelberger Burschenschaft Teutonia. Dann arbeitete er als Praktikant an den Landgerichten Bamberg bzw. München und als Privatsekretär des Finanzministers Gustav von Lerchenfeld, in dessen kurzer Amtszeit, 1848. Danach ging Sigmund Pfeufer als Justizaktuar nach Speyer, 1854 beförderte man ihn zum Sekretär im bayerischen Innenministerium, 1862 zum Münchner Polizeidirektor und 1866 zum Regierungsdirektor bei der Regierung von Schwaben.
Pfeufer war von 1867 bis 1871 Regierungspräsident der Rheinpfalz und initiierte u. a. 1869 die Wiedergründung des Historischen Vereins der Pfalz. Am 23. August 1871 berief man ihn als bayerischen Innenminister in das Kabinett von Friedrich von Hegnenberg-Dux. Nach seinem Ausscheiden aus diesem Amt am 30. Juni 1881 wurde er, als Nachfolger von Maximilian von Feilitzsch, bis 1894 Regierungspräsident von Oberbayern.
Sigmund Pfeufer wurde mit Verleihung des Verdienstordens der Bayerischen Krone am 23. Dezember 1867 in den bayerischen Ritterstand erhoben. Die Erhebung zum erblichen bayerischen Freiherrn erfolgte am 24. Juni 1881 mit Immatrikulation (Eintragung) im Königreich Bayern bei der Freiherrnklasse am 17. September 1881.
Der Mediziner Karl von Pfeufer (1806–1869) war sein älterer Halbbruder.

## Grabstätte

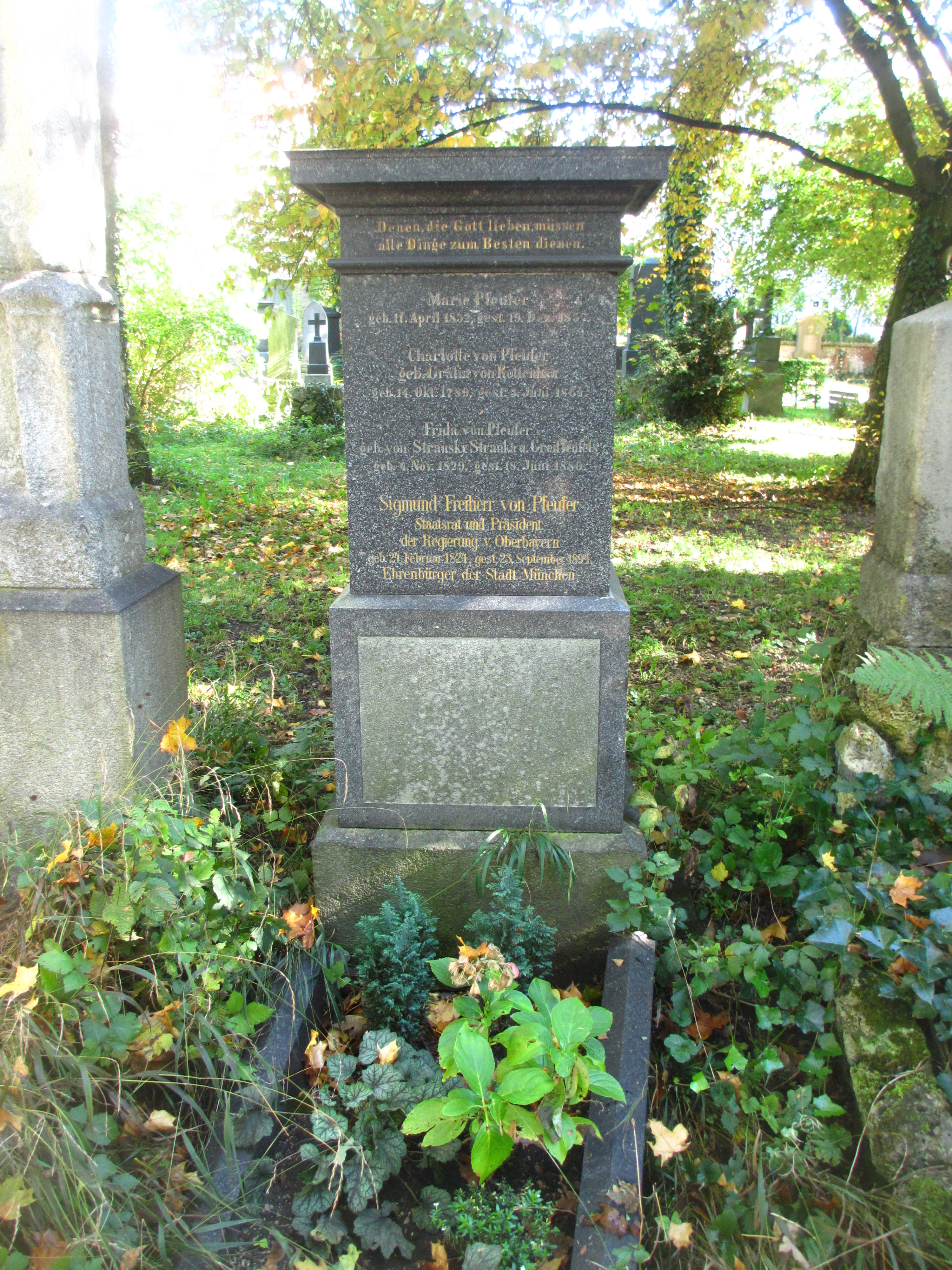
Grab von Sigmund Pfeufer auf dem Alten Südlichen Friedhof in München

Die Grabstätte von Sigmund Pfeufer befindet sich auf dem Alten Südlichen Friedhof in München (Gräberfeld 3 – Reihe 12 – Platz 52) Standort.

## Ehrungen
- Ehrenbürger der Stadt Speyer, am 22. August 1871, anlässlich seiner Abberufung aus der Rheinpfalz
- Ehrenbürger der Stadt München anlässlich seines 70. Geburtstages im Februar 1894
- Verdienstorden der Bayerischen Krone am 23. Dezember 1867

## Namensgeber für Straße
Nach Sigmund Pfeufer wurde 1897 in München im Stadtteil Untersendling (Stadtbezirk 6 - Sendling) die Pfeuferstraße benannt.  ⊙